# Betta simplex
Betta simplex е вид лъчеперка от семейство Osphronemidae. Видът е критично застрашен от изчезване.

## Разпространение
Разпространен е в Тайланд.